# Liste der Gemeinden im Département Vendée

Lage des Départements Vendée

Das Département Vendée liegt in der Region Pays de la Loire in Frankreich. Es untergliedert sich in drei Arrondissements mit 253 Gemeinden (frz. communes) (Stand 1. Januar 2025).
| Code INSEE | PLZ               | Gemeinde                            | Einwohner (Stand 1. Januar 2022) | Fläche in km² | Einwohner je km² | Kanton seit 30. März 2015 Kanton bis zum 29. März 2015                           | Arrondissement Aktuell Arrondissement bis 2016 | Gemeindeverband                                 |
| ---------- | ----------------- | ----------------------------------- | -------------------------------- | ------------- | ---------------- | -------------------------------------------------------------------------------- | ---------------------------------------------- | ----------------------------------------------- |
| 85003      | 85190             | Aizenay                             | 10.218                           | 81,06         | 126              | Aizenay Le Poiré-sur-Vie                                                         | La Roche-sur-Yon                               | Vie et Boulogne                                 |
| 85004      | 85750             | Angles                              | 2966                             | 34,27         | 87               | Mareuil-sur-Lay-Dissais Moutiers-les-Mauxfaits                                   | Les Sables-d’Olonne                            | Vendée Grand Littoral                           |
| 85005      | 85120             | Antigny                             | 1035                             | 22,17         | 47               | La Châtaigneraie                                                                 | Fontenay-le-Comte                              | Pays de la Châtaigneraie                        |
| 85006      | 85220             | Apremont                            | 2028                             | 29,73         | 68               | Challans Palluau                                                                 | La Roche-sur-Yon Les Sables-d’Olonne           | Vie et Boulogne                                 |
| 85008      | 85430             | Aubigny-Les Clouzeaux               | 7129                             | 52,28         | 136              | La Roche-sur-Yon-2 La Roche-sur-Yon-Sud                                          | La Roche-sur-Yon                               | La Roche-sur-Yon Agglomération                  |
| 85009      | 85200             | Auchay-sur-Vendée                   | 1118                             | 21,16         | 53               | Fontenay-le-Comte                                                                | Fontenay-le-Comte                              | Pays de Fontenay-Vendée                         |
| 85010      | 85440             | Avrillé                             | 1408                             | 25,03         | 56               | Talmont-Saint-Hilaire                                                            | Les Sables-d’Olonne                            | Vendée Grand Littoral                           |
| 85011      | 85630             | Barbâtre                            | 1790                             | 12,47         | 144              | Saint-Jean-de-Monts Noirmoutier-en-l’Île                                         | Les Sables-d’Olonne                            | L’Île de Noirmoutier                            |
| 85013      | 85130             | Bazoges-en-Paillers                 | 1551                             | 11,45         | 135              | Montaigu-Vendée Saint-Fulgent                                                    | La Roche-sur-Yon                               | Pays de Saint-Fulgent Les Essarts               |
| 85014      | 85390             | Bazoges-en-Pareds                   | 1161                             | 33,83         | 34               | La Châtaigneraie                                                                 | Fontenay-le-Comte                              | Pays de la Châtaigneraie                        |
| 85015      | 85170             | Beaufou                             | 1654                             | 29,06         | 57               | Aizenay Le Poiré-sur-Vie                                                         | La Roche-sur-Yon                               | Vie et Boulogne                                 |
| 85016      | 85190             | Beaulieu-sous-la-Roche              | 2366                             | 25,47         | 93               | Talmont-Saint-Hilaire La Mothe-Achard                                            | Les Sables-d’Olonne                            | Pays des Achards                                |
| 85017      | 85500             | Beaurepaire                         | 2406                             | 24,19         | 99               | Mortagne-sur-Sèvre Les Herbiers                                                  | La Roche-sur-Yon                               | Pays des Herbiers                               |
| 85018      | 85230             | Beauvoir-sur-Mer                    | 3955                             | 35,19         | 112              | Saint-Jean-de-Monts Beauvoir-sur-Mer                                             | Les Sables-d’Olonne                            | Challans-Gois Communauté                        |
| 85019      | 85170             | Bellevigny                          | 6239                             | 38,52         | 162              | Aizenay Le Poiré-sur-Vie                                                         | La Roche-sur-Yon                               | Vie et Boulogne                                 |
| 85020      | 85490             | Benet                               | 4059                             | 50,01         | 81               | Fontenay-le-Comte Maillezais                                                     | Fontenay-le-Comte                              | Vendée, Sèvre, Autise                           |
| 85023      | 85320             | Bessay                              | 449                              | 10,79         | 42               | Mareuil-sur-Lay-Dissais                                                          | Fontenay-le-Comte La Roche-sur-Yon             | Sud Vendée Littoral                             |
| 85024      | 85710             | Bois-de-Céné                        | 2215                             | 41,89         | 53               | Challans                                                                         | Les Sables-d’Olonne                            | Challans-Gois Communauté                        |
| 85028      | 85420             | Bouillé-Courdault                   | 595                              | 9,73          | 61               | Fontenay-le-Comte Maillezais                                                     | Fontenay-le-Comte                              | Vendée, Sèvre, Autise                           |
| 85029      | 85230             | Bouin                               | 2169                             | 51,31         | 42               | Saint-Jean-de-Monts Beauvoir-sur-Mer                                             | Les Sables-d’Olonne                            | Challans-Gois Communauté                        |
| 85033      | 85200             | Bourneau                            | 717                              | 16,36         | 44               | La Châtaigneraie L’Hermenault                                                    | Fontenay-le-Comte                              | Pays de Fontenay-Vendée                         |
| 85034      | 85480             | Bournezeau                          | 3471                             | 60,49         | 57               | Chantonnay                                                                       | La Roche-sur-Yon                               | Pays de Chantonnay                              |
| 85243      | 85470             | Brem-sur-Mer                        | 2933                             | 15,85         | 185              | Saint-Hilaire-de-Riez Saint-Gilles-Croix-de-Vie                                  | Les Sables-d’Olonne                            | Pays de Saint-Gilles-Croix-de-Vie Agglomération |
| 85035      | 85470             | Bretignolles-sur-Mer                | 5139                             | 27,32         | 188              | Saint-Hilaire-de-Riez Saint-Gilles-Croix-de-Vie                                  | Les Sables-d’Olonne                            | Pays de Saint-Gilles-Croix-de-Vie Agglomération |
| 85042      | 85450             | Chaillé-les-Marais                  | 1909                             | 39,96         | 48               | Luçon Chaillé-les-Marais                                                         | Fontenay-le-Comte                              | Sud Vendée Littoral                             |
| 85047      | 85300             | Challans                            | 22.890                           | 64,84         | 353              | Challans                                                                         | Les Sables-d’Olonne                            | Challans-Gois Communauté                        |
| 85049      | 85450             | Champagné-les-Marais                | 1816                             | 49,82         | 36               | Luçon Chaillé-les-Marais                                                         | Fontenay-le-Comte                              | Sud Vendée Littoral                             |
| 85051      | 85110             | Chantonnay                          | 8518                             | 82,91         | 103              | Chantonnay                                                                       | La Roche-sur-Yon                               | Pays de Chantonnay                              |
| 85302      | 85130 85500       | Chanverrie                          | 5580                             | 59,21         | 94               | Mortagne-sur-Sèvre                                                               | La Roche-sur-Yon                               | Pays de Mortagne                                |
| 85058      | 85400             | Chasnais                            | 792                              | 10,77         | 74               | Luçon                                                                            | Fontenay-le-Comte                              | Sud Vendée Littoral                             |
| 85061      | 85320             | Château-Guibert                     | 1550                             | 35,16         | 44               | Mareuil-sur-Lay-Dissais                                                          | Fontenay-le-Comte La Roche-sur-Yon             | Sud Vendée Littoral                             |
| 85062      | 85710             | Châteauneuf                         | 1144                             | 15,92         | 72               | Challans                                                                         | Les Sables-d’Olonne                            | Challans-Gois Communauté                        |
| 85064      | 85140             | Chauché                             | 2559                             | 41,99         | 61               | Montaigu-Vendée Saint-Fulgent                                                    | La Roche-sur-Yon                               | Pays de Saint-Fulgent Les Essarts               |
| 85065      | 85250             | Chavagnes-en-Paillers               | 3648                             | 40,57         | 90               | Montaigu-Vendée Saint-Fulgent                                                    | La Roche-sur-Yon                               | Pays de Saint-Fulgent Les Essarts               |
| 85066      | 85390             | Chavagnes-les-Redoux                | 847                              | 13,34         | 63               | Les Herbiers Pouzauges                                                           | Fontenay-le-Comte                              | Pays de Pouzauges                               |
| 85067      | 85390             | Cheffois                            | 1002                             | 18,63         | 54               | La Châtaigneraie                                                                 | Fontenay-le-Comte                              | Pays de la Châtaigneraie                        |
| 85070      | 85220             | Coëx                                | 3416                             | 39,56         | 86               | Saint-Hilaire-de-Riez Saint-Gilles-Croix-de-Vie                                  | Les Sables-d’Olonne                            | Pays de Saint-Gilles-Croix-de-Vie Agglomération |
| 85071      | 85220             | Commequiers                         | 3708                             | 40,26         | 92               | Saint-Hilaire-de-Riez Saint-Gilles-Croix-de-Vie                                  | Les Sables-d’Olonne                            | Pays de Saint-Gilles-Croix-de-Vie Agglomération |
| 85073      | 85320             | Corpe                               | 1025                             | 17,10         | 60               | Mareuil-sur-Lay-Dissais                                                          | Fontenay-le-Comte La Roche-sur-Yon             | Sud Vendée Littoral                             |
| 85076      | 85610             | Cugand-la-Bernardière               | 5659                             | 27,77         | 204              | Mortagne-sur-Sèvre Montaigu                                                      | La Roche-sur-Yon                               | Terres de Montaigu                              |
| 85077      | 85540             | Curzon                              | 492                              | 5,90          | 83               | Mareuil-sur-Lay-Dissais Moutiers-les-Mauxfaits                                   | Les Sables-d’Olonne                            | Vendée Grand Littoral                           |
| 85078      | 85420             | Damvix                              | 731                              | 11,66         | 63               | Fontenay-le-Comte Maillezais                                                     | Fontenay-le-Comte                              | Vendée, Sèvre, Autise                           |
| 85080      | 85200             | Doix lès Fontaines                  | 1757                             | 23,87         | 74               | Fontenay-le-Comte Maillezais                                                     | Fontenay-le-Comte                              | Pays de Fontenay-Vendée                         |
| 85081      | 85170             | Dompierre-sur-Yon                   | 4535                             | 33,60         | 135              | La Roche-sur-Yon-1 Les Essarts                                                   | La Roche-sur-Yon                               | La Roche-sur-Yon Agglomération                  |
| 85084      | 85140             | Essarts en Bocage                   | 6835                             | 68,47         | 100              | Chantonnay Les Essarts                                                           | La Roche-sur-Yon                               | Pays de Saint-Fulgent Les Essarts               |
| 85086      | 85670             | Falleron                            | 1704                             | 28,64         | 59               | Challans Palluau                                                                 | La Roche-sur-Yon Les Sables-d’Olonne           | Vie et Boulogne                                 |
| 85087      | 85240             | Faymoreau                           | 205                              | 10,99         | 19               | Fontenay-le-Comte Saint-Hilaire-des-Loges                                        | Fontenay-le-Comte                              | Vendée, Sèvre, Autise                           |
| 85092      | 85200             | Fontenay-le-Comte                   | 13.806                           | 34,05         | 405              | Fontenay-le-Comte                                                                | Fontenay-le-Comte                              | Pays de Fontenay-Vendée                         |
| 85093      | 85480             | Fougeré                             | 1242                             | 26,89         | 46               | Chantonnay La Roche-sur-Yon-Sud                                                  | La Roche-sur-Yon                               | La Roche-sur-Yon Agglomération                  |
| 85094      | 85240             | Foussais-Payré                      | 1176                             | 34,42         | 34               | Fontenay-le-Comte Saint-Hilaire-des-Loges                                        | Fontenay-le-Comte                              | Pays de Fontenay-Vendée                         |
| 85095      | 85300             | Froidfond                           | 2128                             | 21,51         | 99               | Challans                                                                         | Les Sables-d’Olonne                            | Challans-Gois Communauté                        |
| 85100      | 85800             | Givrand                             | 2216                             | 11,69         | 190              | Saint-Hilaire-de-Riez Saint-Gilles-Croix-de-Vie                                  | Les Sables-d’Olonne                            | Pays de Saint-Gilles-Croix-de-Vie Agglomération |
| 85102      | 85670             | Grand’Landes                        | 725                              | 20,49         | 35               | Challans Palluau                                                                 | La Roche-sur-Yon Les Sables-d’Olonne           | Vie et Boulogne                                 |
| 85103      | 85440             | Grosbreuil                          | 2216                             | 36,33         | 61               | Talmont-Saint-Hilaire                                                            | Les Sables-d’Olonne                            | Vendée Grand Littoral                           |
| 85104      | 85580             | Grues                               | 910                              | 47,18         | 19               | Luçon                                                                            | Fontenay-le-Comte                              | Sud Vendée Littoral                             |
| 85114      | 85520             | Jard-sur-Mer                        | 3046                             | 16,57         | 184              | Talmont-Saint-Hilaire                                                            | Les Sables-d’Olonne                            | Vendée Grand Littoral                           |
| 85001      | 85460             | L’Aiguillon-la-Presqu’île           | 2808                             | 15,68         | 179              | Mareuil-sur-Lay-Dissais                                                          | Les Sables-d’Olonne                            | Sud Vendée Littoral                             |
| 85002      | 85220             | L’Aiguillon-sur-Vie                 | 2207                             | 23,22         | 95               | Saint-Hilaire-de-Riez Saint-Gilles-Croix-de-Vie                                  | Les Sables-d’Olonne                            | Pays de Saint-Gilles-Croix-de-Vie Agglomération |
| 85083      | 85740             | L’Épine                             | 1643                             | 8,95          | 184              | Saint-Jean-de-Monts Noirmoutier-en-l’Île                                         | Les Sables-d’Olonne                            | L’Île de Noirmoutier                            |
| 85108      | 85260             | L’Herbergement                      | 3437                             | 16,75         | 205              | Aizenay Rocheservière                                                            | La Roche-sur-Yon                               | Terres de Montaigu                              |
| 85110      | 85570             | L’Hermenault                        | 903                              | 11,42         | 79               | La Châtaigneraie L’Hermenault                                                    | Fontenay-le-Comte                              | Pays de Fontenay-Vendée                         |
| 85111      | 85770             | L’Île-d’Elle                        | 1505                             | 19,09         | 79               | Luçon Chaillé-les-Marais                                                         | Fontenay-le-Comte                              | Sud Vendée Littoral                             |
| 85112      | 85340             | L’Île-d’Olonne                      | 2805                             | 19,23         | 146              | Talmont-Saint-Hilaire Les Sables-d’Olonne                                        | Les Sables-d’Olonne                            | Les Sables-d’Olonne Agglomération               |
| 85113      | 85350             | L’Île-d’Yeu                         | 4887                             | 23,32         | 210              | L’Île-d’Yeu                                                                      | Les Sables-d’Olonne                            |                                                 |
| 85165      | 85140             | L’Oie                               | 1264                             | 14,06         | 90               | Chantonnay Les Essarts                                                           | La Roche-sur-Yon                               | Pays de Saint-Fulgent Les Essarts               |
| 85167      | 85200             | L’Orbrie                            | 801                              | 9,63          | 83               | Fontenay-le-Comte                                                                | Fontenay-le-Comte                              | Pays de Fontenay-Vendée                         |
| 85012      | 85550             | La Barre-de-Monts                   | 2356                             | 27,81         | 85               | Saint-Jean-de-Monts                                                              | Les Sables-d’Olonne                            | Océan Marais de Monts                           |
| 85025      | 85600             | La Boissière-de-Montaigu            | 2295                             | 29,10         | 79               | Montaigu-Vendée Montaigu                                                         | La Roche-sur-Yon                               | Terres de Montaigu                              |
| 85026      | 85430             | La Boissière-des-Landes             | 1465                             | 23,74         | 62               | Mareuil-sur-Lay-Dissais Moutiers-les-Mauxfaits                                   | Les Sables-d’Olonne                            | Vendée Grand Littoral                           |
| 85036      | 85320             | La Bretonnière-la-Claye             | 587                              | 16,48         | 36               | Mareuil-sur-Lay-Dissais                                                          | Fontenay-le-Comte La Roche-sur-Yon             | Sud Vendée Littoral                             |
| 85039      | 85530             | La Bruffière                        | 4015                             | 40,42         | 99               | Mortagne-sur-Sèvre Montaigu                                                      | La Roche-sur-Yon                               | Terres de Montaigu                              |
| 85040      | 85410             | La Caillère-Saint-Hilaire           | 1100                             | 15,28         | 72               | La Châtaigneraie Sainte-Hermine                                                  | Fontenay-le-Comte                              | Sud Vendée Littoral                             |
| 85045      | 85220             | La Chaize-Giraud                    | 1103                             | 2,71          | 407              | Saint-Hilaire-de-Riez Saint-Gilles-Croix-de-Vie                                  | Les Sables-d’Olonne                            | Pays de Saint-Gilles-Croix-de-Vie Agglomération |
| 85046      | 85310             | La Chaize-le-Vicomte                | 3883                             | 49,51         | 78               | La Roche-sur-Yon-2 La Roche-sur-Yon-Sud                                          | La Roche-sur-Yon                               | La Roche-sur-Yon Agglomération                  |
| 85054      | 85220             | La Chapelle-Hermier                 | 1083                             | 17,94         | 60               | Talmont-Saint-Hilaire La Mothe-Achard                                            | Les Sables-d’Olonne                            | Pays des Achards                                |
| 85055      | 85670             | La Chapelle-Palluau                 | 1108                             | 13,01         | 85               | Challans Palluau                                                                 | La Roche-sur-Yon Les Sables-d’Olonne           | Vie et Boulogne                                 |
| 85056      | 85210             | La Chapelle-Thémer                  | 394                              | 15,10         | 26               | La Châtaigneraie Sainte-Hermine                                                  | Fontenay-le-Comte                              | Sud Vendée Littoral                             |
| 85059      | 85120             | La Châtaigneraie                    | 2590                             | 7,94          | 326              | La Châtaigneraie                                                                 | Fontenay-le-Comte                              | Pays de la Châtaigneraie                        |
| 85072      | 85260             | La Copechagnière                    | 1047                             | 9,68          | 108              | Montaigu-Vendée Saint-Fulgent                                                    | La Roche-sur-Yon                               | Pays de Saint-Fulgent Les Essarts               |
| 85074      | 85320             | La Couture                          | 229                              | 7,03          | 33               | Mareuil-sur-Lay-Dissais                                                          | Fontenay-le-Comte La Roche-sur-Yon             | Sud Vendée Littoral                             |
| 85089      | 85280             | La Ferrière                         | 5411                             | 47,17         | 115              | Chantonnay Les Essarts                                                           | La Roche-sur-Yon                               | La Roche-sur-Yon Agglomération                  |
| 85096      | 85710             | La Garnache                         | 5413                             | 59,49         | 91               | Challans                                                                         | Les Sables-d’Olonne                            | Challans-Gois Communauté                        |
| 85097      | 85130             | La Gaubretière                      | 3223                             | 30,33         | 106              | Mortagne-sur-Sèvre                                                               | La Roche-sur-Yon                               | Pays de Mortagne                                |
| 85098      | 85190             | La Genétouze                        | 1963                             | 13,12         | 150              | Aizenay Le Poiré-sur-Vie                                                         | La Roche-sur-Yon                               | Vie et Boulogne                                 |
| 85106      | 85680             | La Guérinière                       | 1335                             | 7,82          | 171              | Saint-Jean-de-Monts Noirmoutier-en-l’Île                                         | Les Sables-d’Olonne                            | L’Île de Noirmoutier                            |
| 85115      | 85110             | La Jaudonnière                      | 647                              | 8,27          | 78               | La Châtaigneraie Sainte-Hermine                                                  | Fontenay-le-Comte                              | Sud Vendée Littoral                             |
| 85116      | 85540             | La Jonchère                         | 483                              | 11,50         | 42               | Mareuil-sur-Lay-Dissais Moutiers-les-Mauxfaits                                   | Les Sables-d’Olonne                            | Vendée Grand Littoral                           |
| 85140      | 85700             | La Meilleraie-Tillay                | 1489                             | 20,13         | 74               | Les Herbiers Pouzauges                                                           | Fontenay-le-Comte                              | Pays de Pouzauges                               |
| 85142      | 85140             | La Merlatière                       | 1010                             | 14,86         | 68               | Chantonnay Les Essarts                                                           | La Roche-sur-Yon                               | Pays de Saint-Fulgent Les Essarts               |
| 85186      | 85250             | La Rabatelière                      | 1018                             | 8,26          | 123              | Montaigu-Vendée Saint-Fulgent                                                    | La Roche-sur-Yon                               | Pays de Saint-Fulgent Les Essarts               |
| 85188      | 85210             | La Réorthe                          | 1157                             | 23,88         | 48               | La Châtaigneraie Sainte-Hermine                                                  | Fontenay-le-Comte                              | Sud Vendée Littoral                             |
| 85191      | 85000             | La Roche-sur-Yon                    | 54.699                           | 87,52         | 625              | La Roche-sur-Yon-1 La Roche-sur-Yon-2 La Roche-sur-Yon-Nord La Roche-sur-Yon-Sud | La Roche-sur-Yon                               | La Roche-sur-Yon Agglomération                  |
| 85286      | 85450             | La Taillée                          | 551                              | 11,57         | 48               | Luçon Chaillé-les-Marais                                                         | Fontenay-le-Comte                              | Sud Vendée Littoral                             |
| 85294      | 85360             | La Tranche-sur-Mer                  | 3129                             | 17,63         | 177              | Mareuil-sur-Lay-Dissais Moutiers-les-Mauxfaits                                   | Les Sables-d’Olonne                            | Sud Vendée Littoral                             |
| 85117      | 85400             | Lairoux                             | 601                              | 13,19         | 46               | Luçon                                                                            | Fontenay-le-Comte                              | Sud Vendée Littoral                             |
| 85118      | 85150             | Landeronde                          | 2285                             | 17,96         | 127              | La Roche-sur-Yon-1 La Mothe-Achard                                               | La Roche-sur-Yon Les Sables-d’Olonne           | La Roche-sur-Yon Agglomération                  |
| 85120      | 85220             | Landevieille                        | 1512                             | 13,57         | 111              | Saint-Hilaire-de-Riez Saint-Gilles-Croix-de-Vie                                  | Les Sables-d’Olonne                            | Pays de Saint-Gilles-Croix-de-Vie Agglomération |
| 85022      | 85560             | Le Bernard                          | 1320                             | 27,37         | 48               | Talmont-Saint-Hilaire                                                            | Les Sables-d’Olonne                            | Vendée Grand Littoral                           |
| 85031      | 85510             | Le Boupère                          | 3170                             | 43,48         | 73               | Chantonnay Pouzauges                                                             | Fontenay-le-Comte                              | Pays de Pouzauges                               |
| 85050      | 85540             | Le Champ-Saint-Père                 | 2041                             | 24,67         | 83               | Mareuil-sur-Lay-Dissais Moutiers-les-Mauxfaits                                   | Les Sables-d’Olonne                            | Vendée Grand Littoral                           |
| 85088      | 85800             | Le Fenouiller                       | 4978                             | 17,81         | 280              | Saint-Hilaire-de-Riez Saint-Gilles-Croix-de-Vie                                  | Les Sables-d’Olonne                            | Pays de Saint-Gilles-Croix-de-Vie Agglomération |
| 85099      | 85150             | Le Girouard                         | 1144                             | 25,10         | 46               | Talmont-Saint-Hilaire La Mothe-Achard                                            | Les Sables-d’Olonne                            | Pays des Achards                                |
| 85101      | 85540             | Le Givre                            | 484                              | 12,42         | 39               | Mareuil-sur-Lay-Dissais Moutiers-les-Mauxfaits                                   | Les Sables-d’Olonne                            | Vendée Grand Littoral                           |
| 85105      | 85770             | Le Gué-de-Velluire                  | 516                              | 12,81         | 40               | Luçon Chaillé-les-Marais                                                         | Fontenay-le-Comte                              | Sud Vendée Littoral                             |
| 85121      | 85370             | Le Langon                           | 1050                             | 23,74         | 44               | Fontenay-le-Comte                                                                | Fontenay-le-Comte                              | Pays de Fontenay-Vendée                         |
| 85139      | 85420             | Le Mazeau                           | 457                              | 8,23          | 56               | Fontenay-le-Comte Maillezais                                                     | Fontenay-le-Comte                              | Vendée, Sèvre, Autise                           |
| 85172      | 85300             | Le Perrier                          | 2210                             | 33,22         | 67               | Saint-Jean-de-Monts                                                              | Les Sables-d’Olonne                            | Océan Marais de Monts                           |
| 85178      | 85170             | Le Poiré-sur-Vie                    | 8637                             | 71,90         | 120              | Aizenay Le Poiré-sur-Vie                                                         | La Roche-sur-Yon                               | Vie et Boulogne                                 |
| 85285      | 85310             | Le Tablier                          | 756                              | 9,28          | 81               | Mareuil-sur-Lay-Dissais La Roche-sur-Yon-Sud                                     | La Roche-sur-Yon                               | La Roche-sur-Yon Agglomération                  |
| 85152      | 85150             | Les Achards                         | 5451                             | 30,30         | 180              | Talmont-Saint-Hilaire La Mothe-Achard                                            | Les Sables-d’Olonne                            | Pays des Achards                                |
| 85038      | 85260             | Les Brouzils                        | 2916                             | 41,25         | 71               | Montaigu-Vendée Saint-Fulgent                                                    | La Roche-sur-Yon                               | Pays de Saint-Fulgent Les Essarts               |
| 85082      | 85590             | Les Epesses                         | 2984                             | 31,29         | 95               | Les Herbiers                                                                     | La Roche-sur-Yon                               | Pays des Herbiers                               |
| 85109      | 85500             | Les Herbiers                        | 16.589                           | 88,78         | 187              | Les Herbiers                                                                     | La Roche-sur-Yon                               | Pays des Herbiers                               |
| 85119      | 85130             | Les Landes-Genusson                 | 2572                             | 31,33         | 82               | Mortagne-sur-Sèvre                                                               | La Roche-sur-Yon                               | Pays de Mortagne                                |
| 85129      | 85170             | Les Lucs-sur-Boulogne               | 3671                             | 53,15         | 69               | Aizenay Le Poiré-sur-Vie                                                         | La Roche-sur-Yon                               | Vie et Boulogne                                 |
| 85131      | 85400             | Les Magnils-Reigniers               | 1461                             | 17,96         | 81               | Luçon                                                                            | Fontenay-le-Comte                              | Sud Vendée Littoral                             |
| 85175      | 85320             | Les Pineaux                         | 678                              | 17,44         | 39               | Mareuil-sur-Lay-Dissais                                                          | Fontenay-le-Comte La Roche-sur-Yon             | Sud Vendée Littoral                             |
| 85194      | 85100 85180 85166 | Les Sables-d’Olonne                 | 48.740                           | 85,66         | 569              | Les Sables-d’Olonne                                                              | Les Sables-d’Olonne                            | Les Sables-d’Olonne Agglomération               |
| 85177      | 85770             | Les Velluire-sur-Vendée             | 1366                             | 26,49         | 52               | Fontenay-le-Comte                                                                | Fontenay-le-Comte                              | Pays de Fontenay-Vendée                         |
| 85123      | 85420             | Liez                                | 296                              | 8,38          | 35               | Fontenay-le-Comte Maillezais                                                     | Fontenay-le-Comte                              | Vendée, Sèvre, Autise                           |
| 85125      | 85120             | Loge-Fougereuse                     | 383                              | 10,37         | 37               | La Châtaigneraie                                                                 | Fontenay-le-Comte                              | Pays de la Châtaigneraie                        |
| 85126      | 85200             | Longèves                            | 1360                             | 11,72         | 116              | Fontenay-le-Comte                                                                | Fontenay-le-Comte                              | Pays de Fontenay-Vendée                         |
| 85127      | 85560             | Longeville-sur-Mer                  | 2442                             | 38,05         | 64               | Talmont-Saint-Hilaire                                                            | Les Sables-d’Olonne                            | Vendée Grand Littoral                           |
| 85128      | 85400             | Luçon                               | 9450                             | 31,52         | 300              | Luçon                                                                            | Fontenay-le-Comte                              | Sud Vendée Littoral                             |
| 85130      | 85190             | Maché                               | 1754                             | 18,13         | 97               | Challans Palluau                                                                 | La Roche-sur-Yon Les Sables-d’Olonne           | Vie et Boulogne                                 |
| 85132      | 85420             | Maillé                              | 757                              | 17,66         | 43               | Fontenay-le-Comte Maillezais                                                     | Fontenay-le-Comte                              | Vendée, Sèvre, Autise                           |
| 85133      | 85420             | Maillezais                          | 895                              | 20,33         | 44               | Fontenay-le-Comte Maillezais                                                     | Fontenay-le-Comte                              | Vendée, Sèvre, Autise                           |
| 85134      | 85590             | Mallièvre                           | 240                              | 0,20          | 1200             | Mortagne-sur-Sèvre                                                               | La Roche-sur-Yon                               | Pays de Mortagne                                |
| 85135      | 85320             | Mareuil-sur-Lay-Dissais             | 2773                             | 25,65         | 108              | Mareuil-sur-Lay-Dissais                                                          | Fontenay-le-Comte La Roche-sur-Yon             | Sud Vendée Littoral                             |
| 85136      | 85240             | Marillet                            | 124                              | 4,25          | 29               | La Châtaigneraie                                                                 | Fontenay-le-Comte                              | Pays de la Châtaigneraie                        |
| 85137      | 85570             | Marsais-Sainte-Radégonde            | 526                              | 14,77         | 36               | La Châtaigneraie L’Hermenault                                                    | Fontenay-le-Comte                              | Pays de Fontenay-Vendée                         |
| 85138      | 85150             | Martinet                            | 1199                             | 18,11         | 66               | Talmont-Saint-Hilaire La Mothe-Achard                                            | Les Sables-d’Olonne                            | Pays des Achards                                |
| 85141      | 85700             | Menomblet                           | 681                              | 20,95         | 33               | La Châtaigneraie                                                                 | Fontenay-le-Comte                              | Pays de la Châtaigneraie                        |
| 85143      | 85200             | Mervent                             | 1073                             | 22,23         | 48               | Fontenay-le-Comte Saint-Hilaire-des-Loges                                        | Fontenay-le-Comte                              | Pays de Fontenay-Vendée                         |
| 85144      | 85500             | Mesnard-la-Barotière                | 1560                             | 11,83         | 132              | Montaigu-Vendée Les Herbiers                                                     | La Roche-sur-Yon                               | Pays des Herbiers                               |
| 85145      | 85110             | Monsireigne                         | 989                              | 20,50         | 48               | Les Herbiers Pouzauges                                                           | Fontenay-le-Comte                              | Pays de Pouzauges                               |
| 85146      | 85600             | Montaigu-Vendée                     | 20.754                           | 116,65        | 178              | Montaigu-Vendée                                                                  | La Roche-sur-Yon                               | Terres de Montaigu                              |
| 85147      | 85700             | Montournais                         | 1626                             | 29,14         | 56               | Les Herbiers Pouzauges                                                           | Fontenay-le-Comte                              | Pays de Pouzauges                               |
| 85148      | 85200             | Montreuil                           | 820                              | 12,03         | 68               | Fontenay-le-Comte                                                                | Fontenay-le-Comte                              | Pays de Fontenay-Vendée                         |
| 85197      | 85260             | Montréverd                          | 3833                             | 48,47         | 79               | Aizenay Rocheservière                                                            | La Roche-sur-Yon                               | Terres de Montaigu                              |
| 85149      | 85450             | Moreilles                           | 408                              | 19,68         | 21               | Luçon Chaillé-les-Marais                                                         | Fontenay-le-Comte                              | Sud Vendée Littoral                             |
| 85151      | 85290             | Mortagne-sur-Sèvre                  | 6065                             | 21,94         | 276              | Mortagne-sur-Sèvre                                                               | La Roche-sur-Yon                               | Pays de Mortagne                                |
| 85153      | 85640             | Mouchamps                           | 2986                             | 55,00         | 54               | Les Herbiers                                                                     | La Roche-sur-Yon                               | Pays des Herbiers                               |
| 85155      | 85000             | Mouilleron-le-Captif                | 5209                             | 19,73         | 264              | La Roche-sur-Yon-1 La Roche-sur-Yon-Nord                                         | La Roche-sur-Yon                               | La Roche-sur-Yon Agglomération                  |
| 85154      | 85390             | Mouilleron-Saint-Germain            | 1749                             | 28,40         | 62               | La Châtaigneraie                                                                 | Fontenay-le-Comte                              | Pays de la Châtaigneraie                        |
| 85156      | 85540             | Moutiers-les-Mauxfaits              | 2341                             | 9,23          | 254              | Mareuil-sur-Lay-Dissais Moutiers-les-Mauxfaits                                   | Les Sables-d’Olonne                            | Vendée Grand Littoral                           |
| 85157      | 85320             | Moutiers-sur-le-Lay                 | 823                              | 18,28         | 45               | Mareuil-sur-Lay-Dissais                                                          | Fontenay-le-Comte La Roche-sur-Yon             | Sud Vendée Littoral                             |
| 85158      | 85370             | Mouzeuil-Saint-Martin               | 1211                             | 25,85         | 47               | Luçon L’Hermenault                                                               | Fontenay-le-Comte                              | Pays de Fontenay-Vendée                         |
| 85159      | 85370             | Nalliers                            | 2372                             | 33,61         | 71               | Luçon L’Hermenault                                                               | Fontenay-le-Comte                              | Sud Vendée Littoral                             |
| 85160      | 85310             | Nesmy                               | 3056                             | 24,52         | 125              | La Roche-sur-Yon-2 La Roche-sur-Yon-Sud                                          | La Roche-sur-Yon                               | La Roche-sur-Yon Agglomération                  |
| 85161      | 85430             | Nieul-le-Dolent                     | 2546                             | 27,50         | 93               | Talmont-Saint-Hilaire La Mothe-Achard                                            | Les Sables-d’Olonne                            | Pays des Achards                                |
| 85163      | 85330             | Noirmoutier-en-l’Île                | 4502                             | 19,59         | 230              | Saint-Jean-de-Monts Noirmoutier-en-l’Île                                         | Les Sables-d’Olonne                            | L’Île de Noirmoutier                            |
| 85164      | 85690             | Notre-Dame-de-Monts                 | 2293                             | 20,62         | 111              | Saint-Jean-de-Monts                                                              | Les Sables-d’Olonne                            | Océan Marais de Monts                           |
| 85189      | 85270             | Notre-Dame-de-Riez                  | 2179                             | 14,62         | 149              | Saint-Jean-de-Monts Saint-Gilles-Croix-de-Vie                                    | Les Sables-d’Olonne                            | Pays de Saint-Gilles-Croix-de-Vie Agglomération |
| 85169      | 85670             | Palluau                             | 1110                             | 7,43          | 149              | Challans Palluau                                                                 | La Roche-sur-Yon Les Sables-d’Olonne           | Vie et Boulogne                                 |
| 85171      | 85320             | Péault                              | 618                              | 9,09          | 68               | Mareuil-sur-Lay-Dissais                                                          | Fontenay-le-Comte La Roche-sur-Yon             | Sud Vendée Littoral                             |
| 85174      | 85570             | Petosse                             | 684                              | 15,90         | 43               | La Châtaigneraie L’Hermenault                                                    | Fontenay-le-Comte                              | Pays de Fontenay-Vendée                         |
| 85176      | 85200             | Pissotte                            | 1144                             | 11,96         | 96               | Fontenay-le-Comte                                                                | Fontenay-le-Comte                              | Pays de Fontenay-Vendée                         |
| 85179      | 85440             | Poiroux                             | 1234                             | 25,38         | 49               | Talmont-Saint-Hilaire                                                            | Les Sables-d’Olonne                            | Vendée Grand Littoral                           |
| 85181      | 85570             | Pouillé                             | 643                              | 17,48         | 37               | Luçon L’Hermenault                                                               | Fontenay-le-Comte                              | Pays de Fontenay-Vendée                         |
| 85182      | 85700             | Pouzauges                           | 5641                             | 36,65         | 154              | Les Herbiers Pouzauges                                                           | Fontenay-le-Comte                              | Pays de Pouzauges                               |
| 85184      | 85240             | Puy-de-Serre                        | 318                              | 13,81         | 23               | Fontenay-le-Comte Saint-Hilaire-des-Loges                                        | Fontenay-le-Comte                              | Vendée, Sèvre, Autise                           |
| 85185      | 85450             | Puyravault                          | 646                              | 17,07         | 38               | Luçon Chaillé-les-Marais                                                         | Fontenay-le-Comte                              | Sud Vendée Littoral                             |
| 85187      | 85700             | Réaumur                             | 861                              | 22,09         | 39               | Les Herbiers Pouzauges                                                           | Fontenay-le-Comte                              | Pays de Pouzauges                               |
| 85162      | 85240 85420       | Rives-d’Autise                      | 2054                             | 31,91         | 64               | Fontenay-le-Comte                                                                | Fontenay-le-Comte                              | Vendée, Sèvre, Autise                           |
| 85213      | 85310             | Rives de l’Yon                      | 4285                             | 54,26         | 79               | Mareuil-sur-Lay-Dissais La Roche-sur-Yon-Sud                                     | La Roche-sur-Yon                               | La Roche-sur-Yon Agglomération                  |
| 85292      | 85410             | Rives-du-Fougerais                  | 1504                             | 42,92         | 35               | La Châtaigneraie                                                                 | Fontenay-le-Comte                              | Pays de la Châtaigneraie                        |
| 85190      | 85620             | Rocheservière                       | 3571                             | 28,15         | 127              | Aizenay Rocheservière                                                            | La Roche-sur-Yon                               | Terres de Montaigu                              |
| 85192      | 85510             | Rochetrejoux                        | 980                              | 10,92         | 90               | Chantonnay                                                                       | La Roche-sur-Yon                               | Pays de Chantonnay                              |
| 85193      | 85320             | Rosnay                              | 664                              | 14,11         | 47               | Mareuil-sur-Lay-Dissais                                                          | Fontenay-le-Comte La Roche-sur-Yon             | Sud Vendée Littoral                             |
| 85196      | 85250             | Saint-André-Goule-d’Oie             | 1942                             | 20,19         | 96               | Montaigu-Vendée Saint-Fulgent                                                    | La Roche-sur-Yon                               | Pays de Saint-Fulgent Les Essarts               |
| 85198      | 85130             | Saint-Aubin-des-Ormeaux             | 1382                             | 12,63         | 109              | Mortagne-sur-Sèvre                                                               | La Roche-sur-Yon                               | Pays de Mortagne                                |
| 85199      | 85210             | Saint-Aubin-la-Plaine               | 533                              | 11,63         | 46               | La Châtaigneraie Sainte-Hermine                                                  | Fontenay-le-Comte                              | Sud Vendée Littoral                             |
| 85200      | 85540             | Saint-Avaugourd-des-Landes          | 1166                             | 20,85         | 56               | Mareuil-sur-Lay-Dissais Moutiers-les-Mauxfaits                                   | Les Sables-d’Olonne                            | Vendée Grand Littoral                           |
| 85201      | 85540             | Saint-Benoist-sur-Mer               | 511                              | 15,53         | 33               | Mareuil-sur-Lay-Dissais Moutiers-les-Mauxfaits                                   | Les Sables-d’Olonne                            | Vendée Grand Littoral                           |
| 85204      | 85670             | Saint-Christophe-du-Ligneron        | 2653                             | 42,42         | 63               | Challans Palluau                                                                 | Les Sables-d’Olonne                            | Challans-Gois Communauté                        |
| 85205      | 85410             | Saint-Cyr-des-Gâts                  | 543                              | 21,08         | 26               | La Châtaigneraie L’Hermenault                                                    | Fontenay-le-Comte                              | Pays de Fontenay-Vendée                         |
| 85206      | 85540             | Saint-Cyr-en-Talmondais             | 400                              | 13,91         | 29               | Mareuil-sur-Lay-Dissais Moutiers-les-Mauxfaits                                   | Les Sables-d’Olonne                            | Vendée Grand Littoral                           |
| 85207      | 85580             | Saint-Denis-du-Payré                | 413                              | 16,24         | 25               | Luçon                                                                            | Fontenay-le-Comte                              | Sud Vendée Littoral                             |
| 85208      | 85170             | Saint-Denis-la-Chevasse             | 2425                             | 39,47         | 61               | Aizenay Le Poiré-sur-Vie                                                         | La Roche-sur-Yon                               | Vie et Boulogne                                 |
| 85202      | 85110             | Sainte-Cécile                       | 1587                             | 32,73         | 48               | Chantonnay Les Essarts                                                           | La Roche-sur-Yon                               | Pays de Chantonnay                              |
| 85211      | 85150             | Sainte-Flaive-des-Loups             | 2547                             | 36,11         | 71               | Talmont-Saint-Hilaire La Mothe-Achard                                            | Les Sables-d’Olonne                            | Pays des Achards                                |
| 85214      | 85150             | Sainte-Foy                          | 2592                             | 15,62         | 166              | Talmont-Saint-Hilaire Les Sables-d’Olonne                                        | Les Sables-d’Olonne                            | Les Sables-d’Olonne Agglomération               |
| 85216      | 85400             | Sainte-Gemme-la-Plaine              | 2074                             | 35,52         | 58               | Luçon                                                                            | Fontenay-le-Comte                              | Sud Vendée Littoral                             |
| 85223      | 85210             | Sainte-Hermine                      | 3593                             | 34,47         | 104              | La Châtaigneraie Sainte-Hermine                                                  | Fontenay-le-Comte                              | Sud Vendée Littoral                             |
| 85261      | 85320             | Sainte-Pexine                       | 297                              | 15,76         | 19               | Mareuil-sur-Lay-Dissais                                                          | Fontenay-le-Comte La Roche-sur-Yon             | Sud Vendée Littoral                             |
| 85267      | 85450             | Sainte-Radégonde-des-Noyers         | 982                              | 31,13         | 32               | Luçon Chaillé-les-Marais                                                         | Fontenay-le-Comte                              | Sud Vendée Littoral                             |
| 85209      | 85210             | Saint-Étienne-de-Brillouet          | 613                              | 18,93         | 32               | La Châtaigneraie Sainte-Hermine                                                  | Fontenay-le-Comte                              | Sud Vendée Littoral                             |
| 85210      | 85670             | Saint-Étienne-du-Bois               | 2251                             | 29,44         | 76               | Challans Palluau                                                                 | La Roche-sur-Yon Les Sables-d’Olonne           | Vie et Boulogne                                 |
| 85212      | 85140             | Sainte-Florence                     | 1338                             | 17,09         | 78               | Chantonnay Les Essarts                                                           | La Roche-sur-Yon                               | Pays de Saint-Fulgent Les Essarts               |
| 85215      | 85250             | Saint-Fulgent                       | 3924                             | 36,82         | 107              | Montaigu-Vendée Saint-Fulgent                                                    | La Roche-sur-Yon                               | Pays de Saint-Fulgent Les Essarts               |
| 85218      | 85150             | Saint-Georges-de-Pointindoux        | 1820                             | 15,37         | 118              | Talmont-Saint-Hilaire La Mothe-Achard                                            | Les Sables-d’Olonne                            | Pays des Achards                                |
| 85220      | 85110             | Saint-Germain-de-Prinçay            | 1629                             | 24,34         | 67               | Chantonnay                                                                       | La Roche-sur-Yon                               | Pays de Chantonnay                              |
| 85221      | 85230             | Saint-Gervais                       | 2752                             | 41,90         | 66               | Saint-Jean-de-Monts Beauvoir-sur-Mer                                             | Les Sables-d’Olonne                            | Challans-Gois Communauté                        |
| 85222      | 85800             | Saint-Gilles-Croix-de-Vie           | 8140                             | 10,25         | 794              | Saint-Hilaire-de-Riez Saint-Gilles-Croix-de-Vie                                  | Les Sables-d’Olonne                            | Pays de Saint-Gilles-Croix-de-Vie Agglomération |
| 85226      | 85270             | Saint-Hilaire-de-Riez               | 12.923                           | 48,85         | 265              | Saint-Hilaire-de-Riez Saint-Gilles-Croix-de-Vie                                  | Les Sables-d’Olonne                            | Pays de Saint-Gilles-Croix-de-Vie Agglomération |
| 85227      | 85240             | Saint-Hilaire-des-Loges             | 1904                             | 35,20         | 54               | Fontenay-le-Comte Saint-Hilaire-des-Loges                                        | Fontenay-le-Comte                              | Vendée, Sèvre, Autise                           |
| 85229      | 85120             | Saint-Hilaire-de-Voust              | 628                              | 18,86         | 33               | La Châtaigneraie                                                                 | Fontenay-le-Comte                              | Pays de la Châtaigneraie                        |
| 85231      | 85440             | Saint-Hilaire-la-Forêt              | 824                              | 10,88         | 76               | Talmont-Saint-Hilaire                                                            | Les Sables-d’Olonne                            | Vendée Grand Littoral                           |
| 85232      | 85480             | Saint-Hilaire-le-Vouhis             | 1095                             | 28,91         | 38               | Chantonnay                                                                       | La Roche-sur-Yon                               | Pays de Chantonnay                              |
| 85223      | 85210             | Saint-Jean-d’Hermine                | 3593                             | 47,83         | 75               | La Châtaigneraie                                                                 | Fontenay-le-Comte                              | Sud Vendée Littoral                             |
| 85234      | 85160             | Saint-Jean-de-Monts                 | 8809                             | 61,72         | 143              | Saint-Jean-de-Monts                                                              | Les Sables-d’Olonne                            | Océan Marais de Monts                           |
| 85235      | 85210             | Saint-Juire-Champgillon             | 427                              | 20,75         | 21               | La Châtaigneraie Sainte-Hermine                                                  | Fontenay-le-Comte                              | Sud Vendée Littoral                             |
| 85236      | 85150             | Saint-Julien-des-Landes             | 2018                             | 28,31         | 71               | Talmont-Saint-Hilaire La Mothe-Achard                                            | Les Sables-d’Olonne                            | Pays des Achards                                |
| 85237      | 85410             | Saint-Laurent-de-la-Salle           | 394                              | 19,22         | 20               | La Châtaigneraie L’Hermenault                                                    | Fontenay-le-Comte                              | Pays de Fontenay-Vendée                         |
| 85238      | 85290             | Saint-Laurent-sur-Sèvre             | 3613                             | 15,79         | 229              | Mortagne-sur-Sèvre                                                               | La Roche-sur-Yon                               | Pays de Mortagne                                |
| 85239      | 85220             | Saint-Maixent-sur-Vie               | 1196                             | 10,71         | 112              | Saint-Hilaire-de-Riez Saint-Gilles-Croix-de-Vie                                  | Les Sables-d’Olonne                            | Pays de Saint-Gilles-Croix-de-Vie Agglomération |
| 85240      | 85590             | Saint-Malô-du-Bois                  | 1619                             | 14,28         | 113              | Mortagne-sur-Sèvre                                                               | La Roche-sur-Yon                               | Pays de Mortagne                                |
| 85242      | 85590             | Saint-Mars-la-Réorthe               | 1033                             | 9,28          | 111              | Les Herbiers                                                                     | La Roche-sur-Yon                               | Pays des Herbiers                               |
| 85244      | 85200             | Saint-Martin-de-Fraigneau           | 802                              | 13,56         | 59               | Fontenay-le-Comte Saint-Hilaire-des-Loges                                        | Fontenay-le-Comte                              | Pays de Fontenay-Vendée                         |
| 85245      | 85570             | Saint-Martin-des-Fontaines          | 169                              | 5,64          | 30               | La Châtaigneraie L’Hermenault                                                    | Fontenay-le-Comte                              | Pays de Fontenay-Vendée                         |
| 85246      | 85140             | Saint-Martin-des-Noyers             | 2540                             | 41,74         | 61               | Chantonnay Les Essarts                                                           | La Roche-sur-Yon                               | Pays de Chantonnay                              |
| 85247      | 85130             | Saint-Martin-des-Tilleuls           | 1144                             | 14,03         | 82               | Mortagne-sur-Sèvre                                                               | La Roche-sur-Yon                               | Pays de Mortagne                                |
| 85248      | 85210             | Saint-Martin-Lars-en-Sainte-Hermine | 421                              | 18,81         | 22               | La Châtaigneraie Sainte-Hermine                                                  | Fontenay-le-Comte                              | Sud Vendée Littoral                             |
| 85250      | 85150             | Saint-Mathurin                      | 2443                             | 23,51         | 104              | Talmont-Saint-Hilaire La Mothe-Achard                                            | Les Sables-d’Olonne                            | Les Sables-d’Olonne Agglomération               |
| 85251      | 85120             | Saint-Maurice-des-Noues             | 637                              | 21,42         | 30               | La Châtaigneraie                                                                 | Fontenay-le-Comte                              | Pays de la Châtaigneraie                        |
| 85252      | 85390             | Saint-Maurice-le-Girard             | 598                              | 11,42         | 52               | La Châtaigneraie                                                                 | Fontenay-le-Comte                              | Pays de la Châtaigneraie                        |
| 85254      | 85700             | Saint-Mesmin                        | 1771                             | 26,28         | 67               | Les Herbiers Pouzauges                                                           | Fontenay-le-Comte                              | Pays de Pouzauges                               |
| 85255      | 85580             | Saint-Michel-en-l’Herm              | 2347                             | 54,80         | 43               | Luçon                                                                            | Fontenay-le-Comte                              | Sud Vendée Littoral                             |
| 85256      | 85200             | Saint-Michel-le-Cloucq              | 1263                             | 17,69         | 71               | Fontenay-le-Comte Saint-Hilaire-des-Loges                                        | Fontenay-le-Comte                              | Pays de Fontenay-Vendée                         |
| 85259      | 85500             | Saint-Paul-en-Pareds                | 1382                             | 12,32         | 112              | Les Herbiers                                                                     | La Roche-sur-Yon                               | Pays des Herbiers                               |
| 85260      | 85670             | Saint-Paul-Mont-Penit               | 857                              | 16,58         | 52               | Challans Palluau                                                                 | La Roche-sur-Yon Les Sables-d’Olonne           | Vie et Boulogne                                 |
| 85262      | 85660             | Saint-Philbert-de-Bouaine           | 3622                             | 50,16         | 72               | Aizenay Rocheservière                                                            | La Roche-sur-Yon                               | Terres de Montaigu                              |
| 85264      | 85120             | Saint-Pierre-du-Chemin              | 1340                             | 29,65         | 45               | La Châtaigneraie                                                                 | Fontenay-le-Comte                              | Pays de la Châtaigneraie                        |
| 85265      | 85420             | Saint-Pierre-le-Vieux               | 924                              | 23,19         | 40               | Fontenay-le-Comte Maillezais                                                     | Fontenay-le-Comte                              | Vendée, Sèvre, Autise                           |
| 85266      | 85110             | Saint-Prouant                       | 1671                             | 12,86         | 130              | Chantonnay                                                                       | La Roche-sur-Yon                               | Pays de Chantonnay                              |
| 85268      | 85220             | Saint-Révérend                      | 1526                             | 15,82         | 96               | Saint-Hilaire-de-Riez Saint-Gilles-Croix-de-Vie                                  | Les Sables-d’Olonne                            | Pays de Saint-Gilles-Croix-de-Vie Agglomération |
| 85269      | 85420             | Saint-Sigismond                     | 424                              | 10,46         | 41               | Fontenay-le-Comte Maillezais                                                     | Fontenay-le-Comte                              | Vendée, Sèvre, Autise                           |
| 85273      | 85230             | Saint-Urbain                        | 1996                             | 16,39         | 122              | Saint-Jean-de-Monts Beauvoir-sur-Mer                                             | Les Sables-d’Olonne                            | Challans-Gois Communauté                        |
| 85274      | 85570             | Saint-Valérien                      | 549                              | 14,30         | 38               | La Châtaigneraie L’Hermenault                                                    | Fontenay-le-Comte                              | Pays de Fontenay-Vendée                         |
| 85276      | 85110             | Saint-Vincent-Sterlanges            | 753                              | 4,46          | 169              | Chantonnay                                                                       | La Roche-sur-Yon                               | Pays de Chantonnay                              |
| 85277      | 85540             | Saint-Vincent-sur-Graon             | 1592                             | 48,79         | 33               | Mareuil-sur-Lay-Dissais Moutiers-les-Mauxfaits                                   | Les Sables-d’Olonne                            | Vendée Grand Littoral                           |
| 85278      | 85520             | Saint-Vincent-sur-Jard              | 1602                             | 14,65         | 109              | Talmont-Saint-Hilaire                                                            | Les Sables-d’Olonne                            | Vendée Grand Littoral                           |
| 85280      | 85300             | Sallertaine                         | 3390                             | 49,45         | 69               | Challans                                                                         | Les Sables-d’Olonne                            | Challans-Gois Communauté                        |
| 85281      | 85200             | Sérigné                             | 1029                             | 18,69         | 55               | La Châtaigneraie L’Hermenault                                                    | Fontenay-le-Comte                              | Pays de Fontenay-Vendée                         |
| 85090      | 85700             | Sèvremont                           | 6401                             | 88,64         | 72               | Les Herbiers Pouzauges                                                           | Fontenay-le-Comte                              | Pays de Pouzauges                               |
| 85282      | 85110             | Sigournais                          | 972                              | 18,30         | 53               | Chantonnay                                                                       | La Roche-sur-Yon                               | Pays de Chantonnay                              |
| 85284      | 85300             | Soullans                            | 4535                             | 41,09         | 110              | Saint-Jean-de-Monts                                                              | Les Sables-d’Olonne                            | Océan Marais de Monts                           |
| 85287      | 85390             | Tallud-Sainte-Gemme                 | 447                              | 18,57         | 24               | Les Herbiers Pouzauges                                                           | Fontenay-le-Comte                              | Pays de Pouzauges                               |
| 85288      | 85440             | Talmont-Saint-Hilaire               | 8327                             | 89,53         | 93               | Talmont-Saint-Hilaire                                                            | Les Sables-d’Olonne                            | Vendée Grand Littoral                           |
| 85289      | 85120             | Terval                              | 2173                             | 45,78         | 47               | La Châtaigneraie                                                                 | Fontenay-le-Comte                              | Pays de la Châtaigneraie                        |
| 85290      | 85210             | Thiré                               | 538                              | 11,60         | 46               | La Châtaigneraie Sainte-Hermine                                                  | Fontenay-le-Comte                              | Sud Vendée Littoral                             |
| 85291      | 85480             | Thorigny                            | 1255                             | 32,15         | 39               | Chantonnay La Roche-sur-Yon-Sud                                                  | La Roche-sur-Yon                               | La Roche-sur-Yon Agglomération                  |
| 85293      | 85130             | Tiffauges                           | 1556                             | 9,92          | 157              | Mortagne-sur-Sèvre                                                               | La Roche-sur-Yon                               | Pays de Mortagne                                |
| 85295      | 85600             | Treize-Septiers                     | 3361                             | 21,84         | 154              | Montaigu-Vendée Montaigu                                                         | La Roche-sur-Yon                               | Terres de Montaigu                              |
| 85296      | 85590             | Treize-Vents                        | 1240                             | 19,12         | 65               | Mortagne-sur-Sèvre                                                               | La Roche-sur-Yon                               | Pays de Mortagne                                |
| 85297      | 85580             | Triaize                             | 1061                             | 58,80         | 18               | Luçon                                                                            | Fontenay-le-Comte                              | Sud Vendée Littoral                             |
| 85298      | 85150             | Vairé                               | 1951                             | 28,12         | 69               | Talmont-Saint-Hilaire Les Sables-d’Olonne                                        | Les Sables-d’Olonne                            | Les Sables-d’Olonne Agglomération               |
| 85300      | 85190             | Venansault                          | 4743                             | 44,49         | 107              | La Roche-sur-Yon-1 La Roche-sur-Yon-Nord                                         | La Roche-sur-Yon                               | La Roche-sur-Yon Agglomération                  |
| 85301      | 85250             | Vendrennes                          | 1802                             | 16,92         | 107              | Montaigu-Vendée Les Herbiers                                                     | La Roche-sur-Yon                               | Pays des Herbiers                               |
| 85303      | 85770             | Vix                                 | 1829                             | 28,53         | 64               | Fontenay-le-Comte Maillezais                                                     | Fontenay-le-Comte                              | Vendée, Sèvre, Autise                           |
| 85304      | 85450             | Vouillé-les-Marais                  | 782                              | 9,14          | 86               | Luçon Chaillé-les-Marais                                                         | Fontenay-le-Comte                              | Sud Vendée Littoral                             |
| 85305      | 85120             | Vouvant                             | 823                              | 20,20         | 41               | La Châtaigneraie                                                                 | Fontenay-le-Comte                              | Pays de Fontenay-Vendée                         |
| 85306      | 85240             | Xanton-Chassenon                    | 743                              | 19,24         | 39               | Fontenay-le-Comte Saint-Hilaire-des-Loges                                        | Fontenay-le-Comte                              | Vendée, Sèvre, Autise                           |

Auf 2019 wechselte die Gemeinde Landeronde vom Arrondissement Les Sables-d’Olonne zum Arrondissement La Roche-sur-Yon.

## Veränderungen im Gemeindebestand seit der landesweiten Neuordnung der Kantone

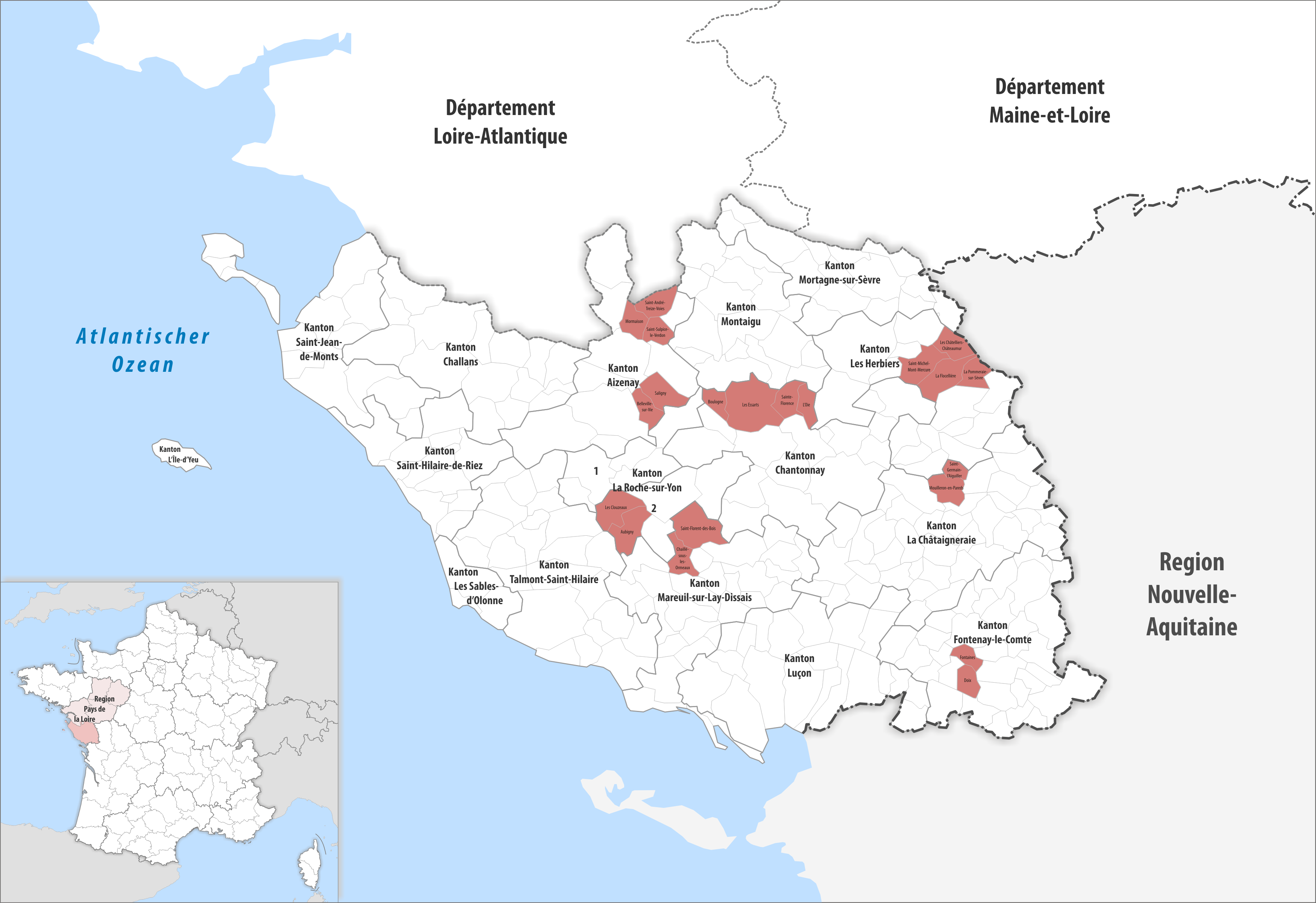
Gemeinden bis 2015
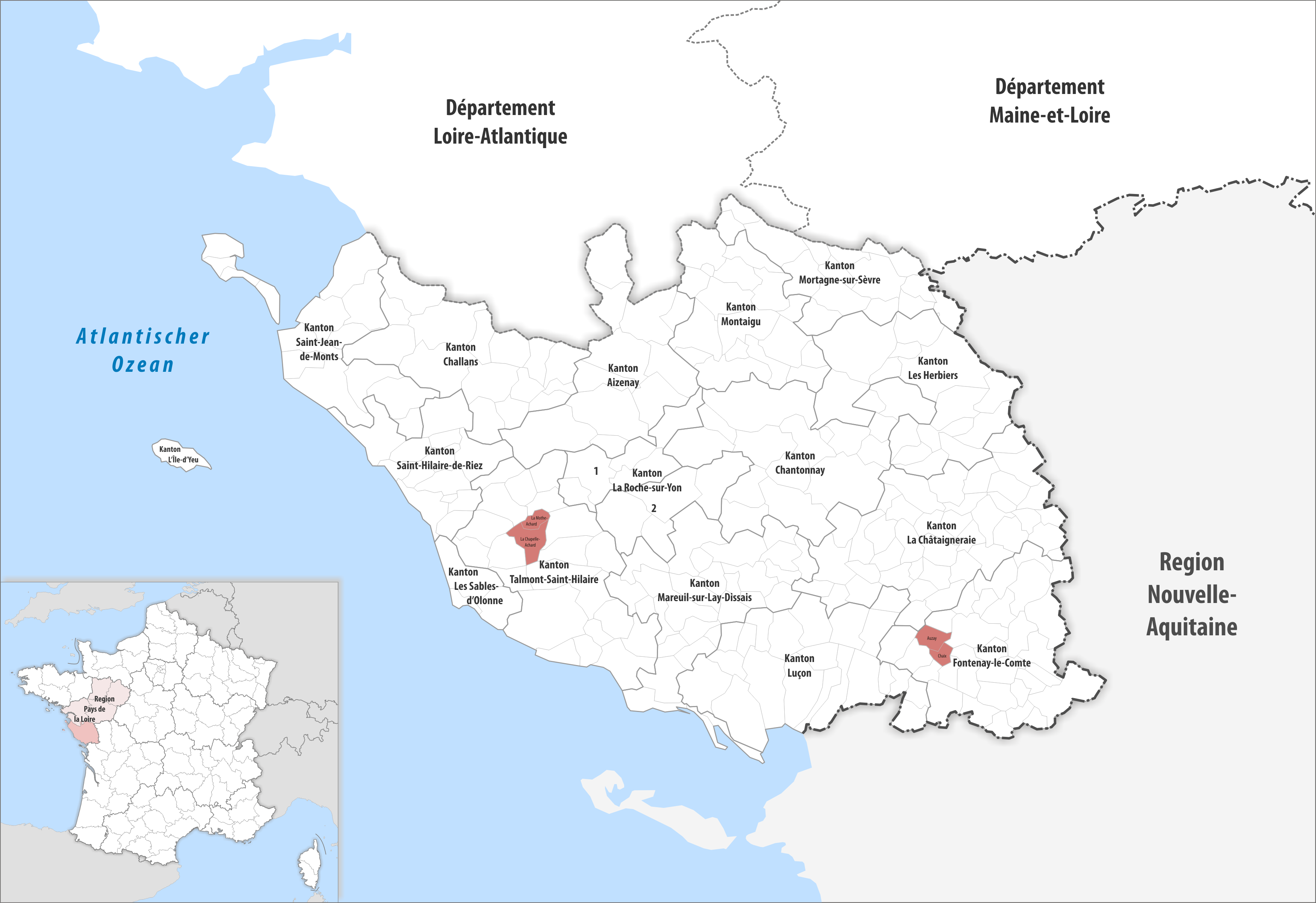
Gemeinden bis 2016
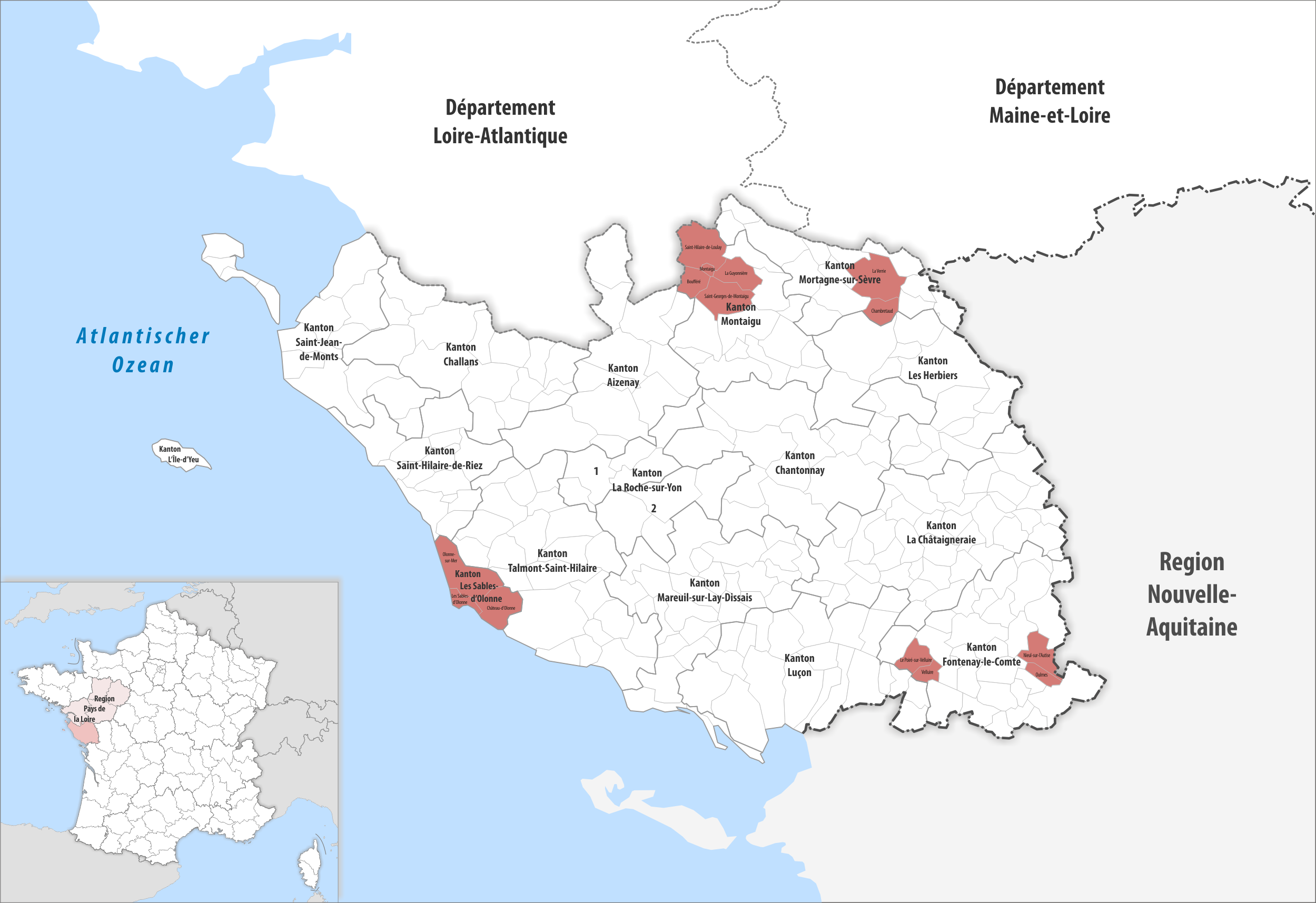
Gemeinden bis 2018
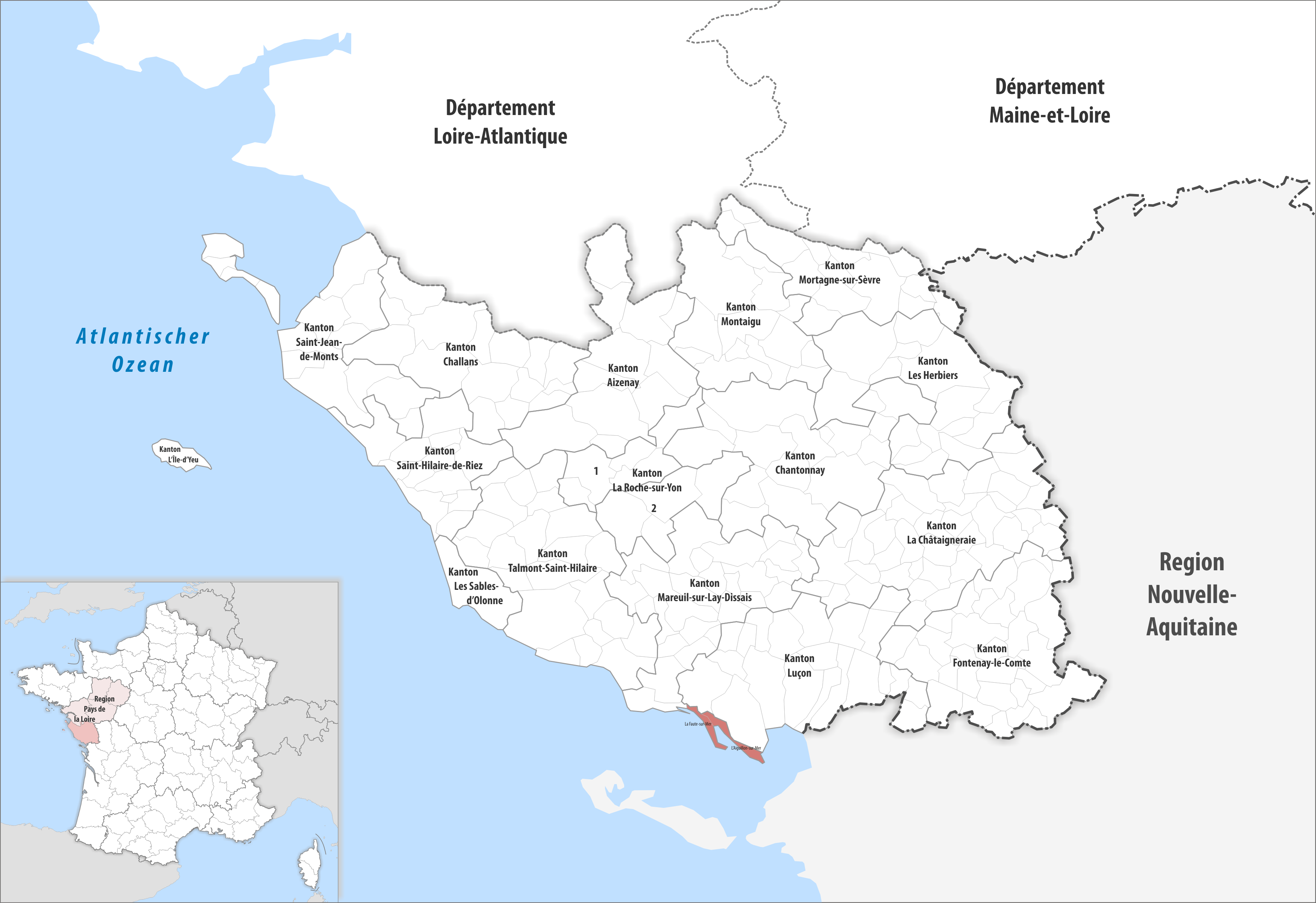
Gemeinden bis 2021
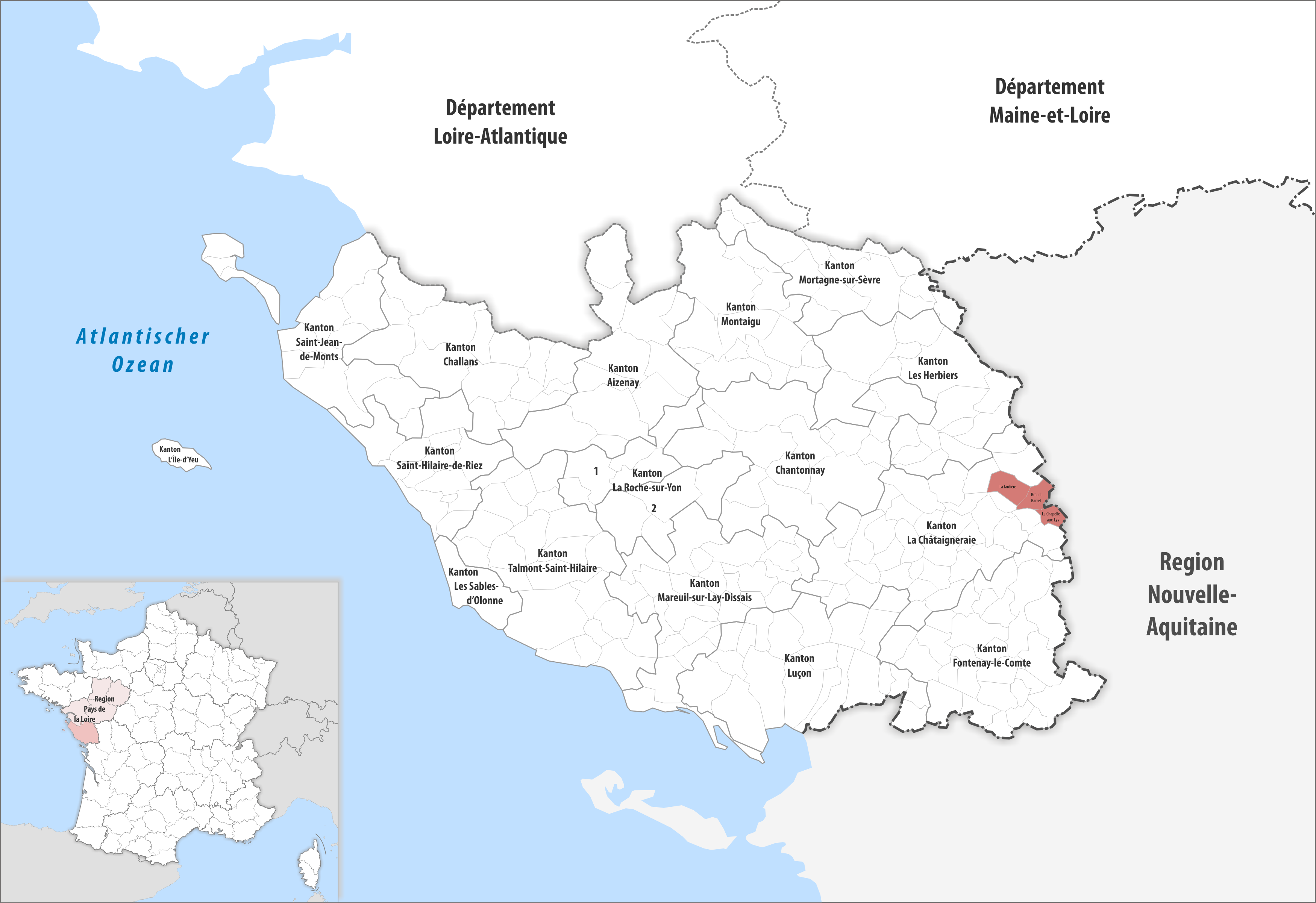
Gemeinden bis 2022
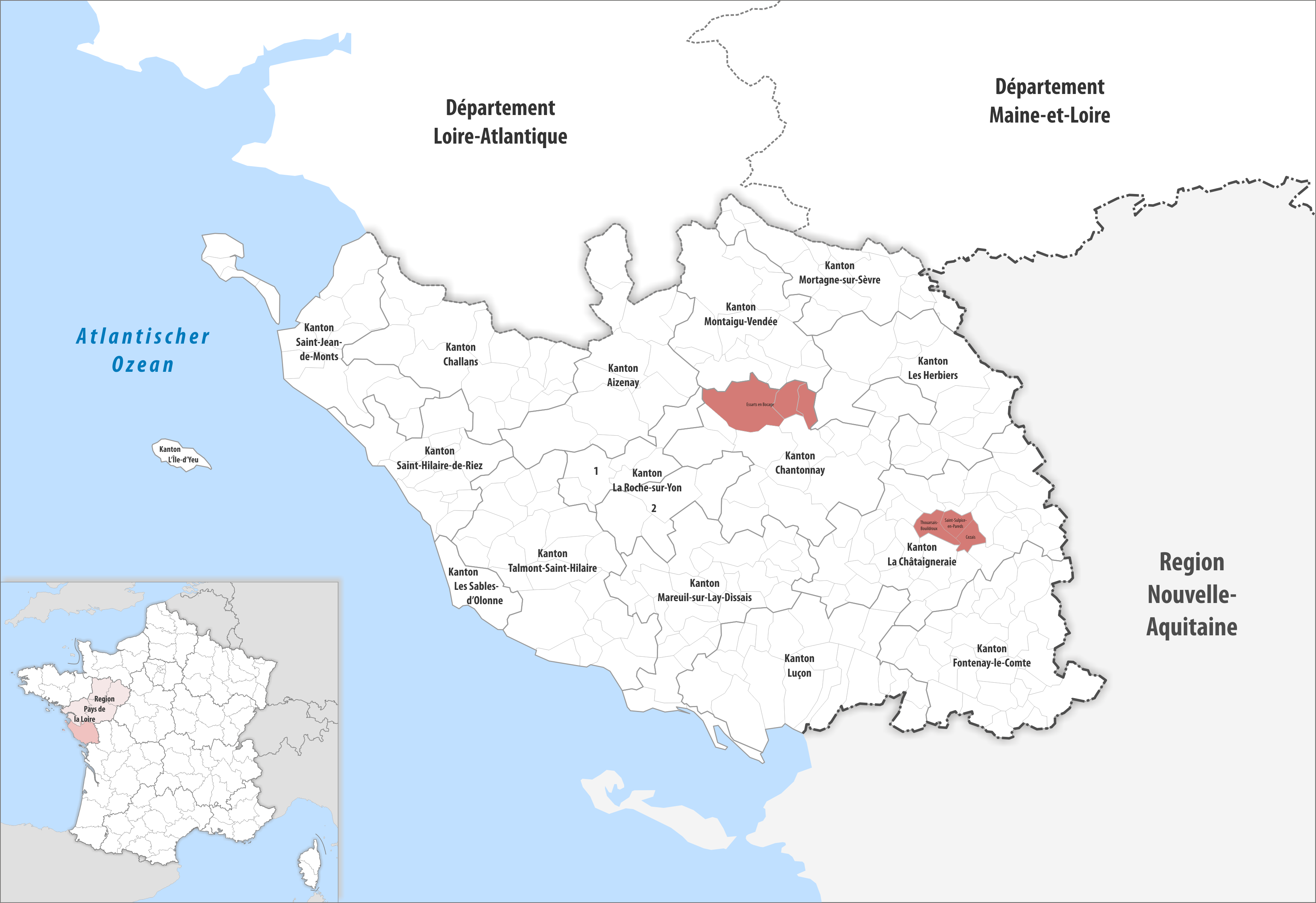
Gemeinden bis 2023
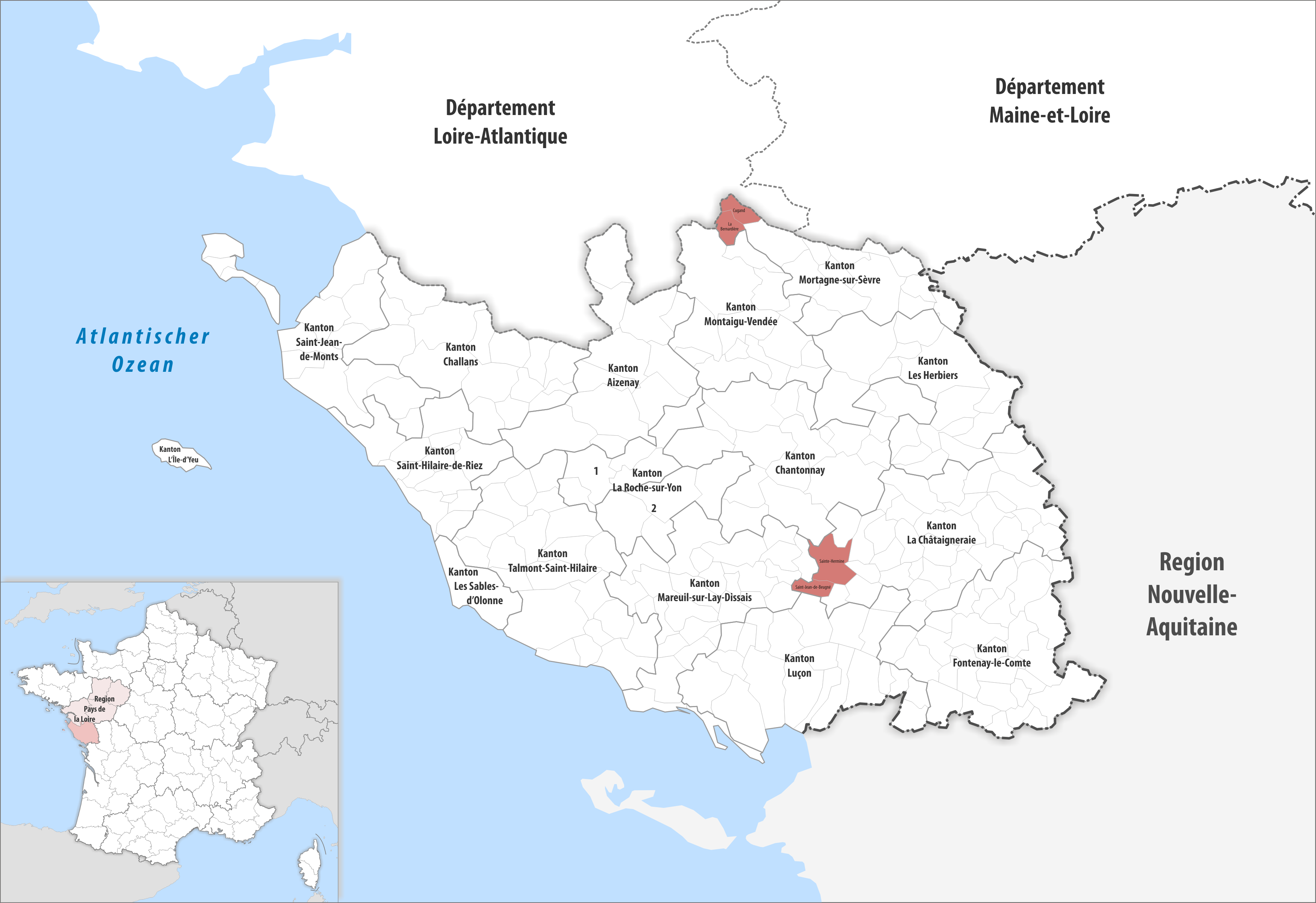
Gemeinden bis 2025

2025:
- Fusion Cugand und La Bernardière → Cugand-la-Bernardière
- Fusion Sainte-Hermine und Saint-Jean-de-Beugné → Saint-Jean-d’Hermine

2024:
- Fusion Cezais, Saint-Sulpice-en-Pareds und Thouarsais-Bouildroux → Rives-du-Fougerais
- Abspaltung Essarts en Bocage → Essarts en Bocage, L’Oie und Sainte-Florence

2023:
- Fusion Breuil-Barret, La Chapelle-aux-Lys und La Tardière → Terval

2022:
- Fusion L'Aiguillon-sur-Mer und La Faute-sur-Mer → L’Aiguillon-la-Presqu’île

2019:
- Fusion La Verrie und Chambretaud → Chanverrie
- Fusion Montaigu, Boufféré, La Guyonnière, Saint-Georges-de-Montaigu und Saint-Hilaire-de-Loulay → Montaigu-Vendée
- Fusion Les Sables-d’Olonne, Château-d’Olonne und Olonne-sur-Mer → Les Sables-d’Olonne
- Fusion Le Poiré-sur-Velluire und Velluire → Les Velluire-sur-Vendée
- Fusion Nieul-sur-l’Autise und Oulmes → Rives-d’Autise

2017:
- Fusion Auzay und Chaix → Auchay-sur-Vendée
- Fusion La Chapelle-Achard und La Mothe-Achard → Les Achards

2016:
- Fusion Aubigny und Les Clouzeaux → Aubigny-Les Clouzeaux
- Fusion Belleville-sur-Vie und Saligny → Bellevigny
- Fusion Doix und Fontaines → Doix lès Fontaines
- Fusion Boulogne, L’Oie, Les Essarts und Sainte-Florence → Essarts en Bocage
- Fusion Mormaison, Saint-André-Treize-Voies und Saint-Sulpice-le-Verdon → Montréverd
- Fusion Mouilleron-en-Pareds und Saint-Germain-l’Aiguiller → Mouilleron-Saint-Germain
- Fusion Chaillé-sous-les-Ormeaux und Saint-Florent-des-Bois → Rives de l’Yon
- Fusion La Flocellière, La Pommeraie-sur-Sèvre, Les Châtelliers-Châteaumur und Saint-Michel-Mont-Mercure → Sèvremont